# Нампаліс Менді
Нампаліс Менді (фр. Nampalys Mendy; нар. 23 червня 1992 в Ла-Сейн-сюр-Мер, Франція) — французький і сенегальський футболіст, опорний півзахисник французького «Ланса».

## Клубна кар'єра
Менді — вихованець клубів «Тулон» та «Монако». В 2010 році Нампалі підписав з монегасками контракт на три роки. 7 серпня в матчі проти «Ліона» він дебютував за останній в Лізі 1. Із закінченням сезону «Монако» вилетів, але Нампалі залишився в команді та через два роки допоміг їй повернутися в еліту. Після закінчення контракту Менді приєднався до «Ніцци». 17 серпня 2013 року в матчі проти «Ренна» він дебютував за новий клуб. 19 вересня 2015 року у двобої проти «Бастії» Нампалі забив свій перший гол за «Ніццу».
Літом 2016 року Менді перейшов в англійський «Лестер Сіті» до свого минулого тренера по «Монако» Клаудіо Раньєрі. Він підписав контракт на чотири роки. Сума трансферу склала 15,5 млн євро.
4 вересня 2023 року на правах вільного агента підписав контракт на два роки з «Лансом».

## Міжнародна кар'єра
В 2012 та 2013 роках Менді в складі молодіжної збірної Франці брав участь в Турнірі у Тулоні.

## Досягнення
- Володар Кубка Англії (1):

«Лестер Сіті»: 2020-21
- Володар Суперкубка Англії (1):

«Лестер Сіті»: 2021
- Переможець Кубка африканських націй: 2021